# Athlétisme à l'Universiade d'été de 1961
Navigation
Turin 1959 Porto Alegre 1963
Les épreuves d'athlétisme de l'Universiade d'été de 1961 se sont déroulées à Sofia, en Bulgarie, du 31 août au 3 septembre 1961.

## Résultats

### Hommes
| 100 m | Enrique Figuerola 10 s 38                                                                    | Berwyn Jones 10 s 59                                                                 | László Mihályfi 10 s 65                                                                        |
| 200 m | László Mihályfi 21 s 27                                                                      | Brian Smouha 21 s 40                                                                 | Brian Anson 21 s 51                                                                            |
| 400 m | Josef Trousil 47 s 51                                                                        | Jacques Pennewaert 48 s 06                                                           | Otto Grasshoff 48 s 53                                                                         |
| 800 m | Ron Delany 1 min 51 s 1                                                                      | Rudolf Klaban 1 min 51 s 4                                                           | Wolfgang Schöll 1 min 51 s 6                                                                   |
| 1 500 m | Tomáš Salinger 3 min 45 s 75                                                                 | Zoltán Vámos 3 min 45 s 85                                                           | Rudolf Klaban 3 min 46 s 16                                                                    |
| 5 000 m | János Pintér 14 min 09 s 8                                                                   | Andrei Barabás 14 min 23 s 8                                                         | Peter Kubicki 14 min 23 s 8                                                                    |
| 110 m haies | Valentin Chistyakov 14 s 33                                                                  | Klaus Willimczik 14 s 62                                                             | Wieslaw Król 14 s 81                                                                           |
| 400 m haies | Salvatore Morale 50 s 14                                                                     | Georgiy Chevychalov 51 s 80                                                          | Elio Catola 52 s 33                                                                            |
| 4 × 100 m | Union soviétique Leonid Bartenyev Valentin Chistyakov Anatoly Mikhaylov Edvin Ozolin 41 s 22 | Japon Kiyoshi Asai Hirotada Hayase Yojiro Muro Takayuki Okazaki 41 s 30              | Allemagne de l'Ouest Hans-Jürgen Felsen Rudolf Sundermann Hinrick Helmke Joachim Guter 41 s 35 |
| 4 × 400 m | Allemagne de l'Ouest Peter Hoppe Wolfgang Schöll Otto Graßhoff Albert Grawitz 3 min 10 s 56  | Tchécoslovaquie Josef Trousil Josef Odložil Milan Jílek Tomáš Salinger 3 min 12 s 93 | Royaume-Uni Menzies Campbell John Cooper Mike Fleet Mike Robinson 3 min 14 s 63                |
| Saut en hauteur | Valeriy Brumel 2,25 m                                                                        | Igor Kashkarov 2,08 m                                                                | Milan Valenta 2,03 m                                                                           |
| Saut à la perche | Dimitar Hlebarov 4,52 m                                                                      | Gérard Barras 4,52 m                                                                 | Igor Petrenko 4,52 m                                                                           |
| Saut en longueur | Igor Ter-Ovanesyan 7,90 m                                                                    | Takayuki Okazaki 7,67 m                                                              | Ivan Ivanov 7,58 m                                                                             |
| Triple saut | Sorin Ioan 15,93 m                                                                           | Oleg Ryakhovskiy 15,85 m                                                             | Tomio Ota 15,65 m                                                                              |
| Lancer du poids | Viktor Lipsnis 18,00 m                                                                       | Dieter Urbach 17,64 m                                                                | Zsigmond Nagy 17,57 m                                                                          |
| Lancer du disque | Edmund Piątkowski 59,15 m                                                                    | Kaupo Metsur 54,20 m                                                                 | Virgil Manolescu 52,52 m                                                                       |
| Lancer du marteau | Gyula Zsivótzky 64,62 m                                                                      | Gennadiy Kondrashov 63,38 m                                                          | John Lawlor 63,33 m                                                                            |
| Lancer du javelot | Gergely Kulcsár 77,65 m                                                                      | Janusz Sidło 77,48 m                                                                 | Rolf Herings 75,67 m                                                                           |
| Décathlon | Vasiliy Kuznetsov 7918 pts                                                                   | Milan Kuzmanov 6226 pts                                                              | Klaus-Dieter Röper 6209 pts                                                                    |
| Records et Performances - AR : Record continental (area record) - CR : Record des championnats (championship record) - MR : Record du meeting (meet record) - NR : Record national (national record) - OR : Record olympique (olympic record) - PR : Record paralympique (paralympic record) - PB : Record personnel (personal best) - SB : Meilleure performance personnelle de la saison (season's best) - WL : Meilleure performance mondiale de l'année (world leader) - WJR : Record du monde junior (world junior record) - WR : Record du monde (world record) Circonstances et Conditions - DNF : N'a pas terminé (did not finish) - DNS : N'a pas pris le départ (did not start) - DQ : Disqualification (disqualification) - NM : Aucun essai valable enregistré (No Mark) - Q : Qualifié « directement » au prochain tour (ou à la prochaine compétition), lors d'une compétition majeure, grâce au classement ou à la réalisation des minima (automatic qualifier) - q : Qualifié au prochain tour (ou à la prochaine compétition), lors d'une compétition majeure, grâce au repêchage ou à la réalisation de l'une des meilleures performances parmi celles des « non qualifiés directement » (grâce au meilleur temps ou à la meilleure distance par exemple) (secondary qualifier) |                                                                                              |                                                                                      |                                                                                                |

### Femmes
| 100 m | Tatyana Shchelkanova 11 s 78                                                               | Galina Popova 11 s 90                                                                      | Joan Atkinson 11 s 93                                                           |
| 200 m | Barbara Janiszewska 24 s 44                                                                | Joan Atkinson 24 s 49                                                                      | Vera Kabranyuk 24 s 70                                                          |
| 800 m | Antje Gleichfeld 2 min 07 s 76                                                             | Florica Grecescu 2 min 08 s 67                                                             | Tsvetana Isaeva 2 min 12 s 59                                                   |
| 80 m haies | Irina Press 10 s 90                                                                        | Rimma Koshelyeva 11 s 01                                                                   | Snezhana Kerkova 11 s 09                                                        |
| 4 × 100 m | Union soviétique Irina Press Tatyana Shchelkanova Rimma Koshelyova Larisa Kuleshova 46 s 2 | Pologne Mirosława Sałacińska Irena Szczupak Elżbieta Krzesińska Barbara Janiszewska 47 s 6 | Bulgarie Stefka Ilieva Diana Yorgova Svetlana Isaeva Rossitsa Madzharska 47 s 9 |
| Saut en hauteur | Iolanda Balaş 1,85 m                                                                       | Klara Pushkaryeva 1,67 m                                                                   | Thelma Hopkins 1,65 m                                                           |
| Saut en longueur | Tatyana Shchelkanova 6,49 m                                                                | Diana Yorgova 6,12 m                                                                       | Elżbieta Krzesińska 6,11 m                                                      |
| Lancer du poids | Tamara Press 17,12 m                                                                       | Irina Press 15,61 m                                                                        | Ana Roth 15,59 m                                                                |
| Lancer du disque | Tamara Press 58,06 m                                                                       | Antonina Zolotukhina 53,82 m                                                               | Jolán Kontsek 52,51 m                                                           |
| Lancer du javelot | Yelena Gorchakova 51,39 m                                                                  | Maria Diţi-Diaconescu 50,64 m                                                              | Almut Brömmel 47,65 m                                                           |
| Records et Performances - AR : Record continental (area record) - CR : Record des championnats (championship record) - MR : Record du meeting (meet record) - NR : Record national (national record) - OR : Record olympique (olympic record) - PR : Record paralympique (paralympic record) - PB : Record personnel (personal best) - SB : Meilleure performance personnelle de la saison (season's best) - WL : Meilleure performance mondiale de l'année (world leader) - WJR : Record du monde junior (world junior record) - WR : Record du monde (world record) Circonstances et Conditions - DNF : N'a pas terminé (did not finish) - DNS : N'a pas pris le départ (did not start) - DQ : Disqualification (disqualification) - NM : Aucun essai valable enregistré (No Mark) - Q : Qualifié « directement » au prochain tour (ou à la prochaine compétition), lors d'une compétition majeure, grâce au classement ou à la réalisation des minima (automatic qualifier) - q : Qualifié au prochain tour (ou à la prochaine compétition), lors d'une compétition majeure, grâce au repêchage ou à la réalisation de l'une des meilleures performances parmi celles des « non qualifiés directement » (grâce au meilleur temps ou à la meilleure distance par exemple) (secondary qualifier) |                                                                                            |                                                                                            |                                                                                 |

## Tableau des médailles
| Rang  | Nation               | Or | Argent | Bronze | Total |
| ----- | -------------------- | -- | ------ | ------ | ----- |
| 1     | Union soviétique     | 13 | 10     | 2      | 25    |
| 2     | Hongrie              | 4  | 0      | 3      | 7     |
| 3     | Roumanie             | 2  | 4      | 2      | 8     |
| 4     | Allemagne de l'Ouest | 2  | 2      | 7      | 11    |
| 5     | Pologne              | 2  | 2      | 2      | 6     |
| 6     | Tchécoslovaquie      | 2  | 1      | 1      | 4     |
| 7     | Bulgarie             | 1  | 2      | 4      | 7     |
| 8     | Irlande              | 1  | 0      | 1      | 2     |
| 8     | Italie               | 1  | 0      | 1      | 2     |
| 10    | Cuba                 | 1  | 0      | 0      | 1     |
| 11    | Royaume-Uni          | 0  | 3      | 4      | 7     |
| 12    | Japon                | 0  | 2      | 1      | 3     |
| 13    | Autriche             | 0  | 1      | 1      | 2     |
| 14    | Belgique             | 0  | 1      | 0      | 1     |
| 14    | Suisse               | 0  | 1      | 0      | 1     |
| Total | Total                | 29 | 29     | 29     | 87    |